# Silver Star
Silver Star är det tredje högsta militära  dekoration som kan tilldelas någon i USA:s väpnade styrkor för tapperhet i strid . Ursprungligen hette utmärkelsen Citation Star och infördes 1918. Sedan 1932 kan utmärkelsen tilldelas någon postumt.

## Några mottagare
- Wesley Clark
- Charles Durning
- Alexander Haig
- Sterling Hayden
- John Kerry
- George Marshall
- John McCain
- Audie Murphy
- Oliver North
- Mike O'Callaghan
- George S. Patton
- Norman Schwarzkopf
- Jim Webb
- Chuck Yeager

## Legalt
I USA är det ett federalt brott att på något sätt antyda att man tilldelats Silver Star, om man inte faktiskt tilldelats utmärkelsen, och kan leda till ett års fängelse och upp till 10 000 dollar i böter.